# Brahminglente
Brahminglente (latin: Haliastur indus) er en høgefugl, der lever i det sydlige Asien, Ny Guinea og Australien.